# 40 Cancri
40 Cancri ist ein Stern in einer Entfernung von etwas über 600 Lichtjahren und befindet sich im Offenen Sternhaufen Messier 44. Er gehört zu den Blauen Nachzüglern.
40 Cancri scheint ein langsam rotierender Stern zu sein, der kein starkes Magnetfeld besitzt. Man nimmt an, dass er nicht durch Massentransfer entstand, sondern durch Kollision eines Doppelsterns vor ca. 5 bis 350 Mio. Jahren.